# Homburger Papiermühle

Homburger Papierfabrik im Jahre 1892

Homburger Papierfabrik um 1900

Homburger Papiermühle ist ein Ortsteil von Nümbrecht im Oberbergischen Kreis im südlichen Nordrhein-Westfalen innerhalb des Regierungsbezirks Köln.

## Lage und Beschreibung
Der Ort liegt zwischen den Nümbrechter Ortsteilen Marienberghausen im Norden und Homburg-Bröl im Süden. Er ist über die von Homburg-Bröl kommende L 95 zu erreichen und liegt an der L 339. Der Ort liegt in Luftlinie rund 2,1 km nordwestlich vom Ortszentrum von Nümbrecht entfernt.

## Wirtschaft und Industrie
Die an der Bröl gelegene älteste Papiermühle des Kreises wurde wahrscheinlich schon im 16. Jahrhundert von den Homburger Landesherren gegründet. Am 20. September 1754 wurde sie in Erbbestand gegeben. Die Erbpächter wechselten in der Zeit zwischen 1754 und 1806 neunmal.
1842 war Wilhelm Geldmacher einer der Ersten im Rheinland, der eine Papiermaschine aufstellte. So fiel das Schöpfen von Hand weg. 1938 wurde eine eigene Holzschleiferei eingerichtet. 1997 wurde das Unternehmen vom finnischen Papierkonzern Ahlstrom übernommen und stellte Tapetenpapier her. Zum 30. April 2007 wurde die Produktion eingestellt. 2012 wurde das Gelände inkl. Gebäude von Lars-Helge Geitz erworben und die Homburger Papiermühle Verwaltungs GmbH gegründet.

## Bus und Bahnverbindungen

### Linienbus
Haltestelle: Mildsiefen
- 312 Waldbröl - Nümbrecht - Homburg/Bröl - Bielstein - Ründeroth (OVAG, Werktagsverkehr, bedingter Samstagsverkehr)
- 324 Nümbrecht, Wiehl (OVAG, Schulbus)